# Asarum tamaense
Asarum tamaense är en piprankeväxtart som beskrevs av Tomitaro Makino. Asarum tamaense ingår i släktet hasselörter, och familjen piprankeväxter. Inga underarter finns listade i Catalogue of Life.